# John Penrose (Bogenschütze)
John Penrose (* 5. Mai 1850 in Littleham, Devon; † 21. April 1932 in Chippenham, Wiltshire) war ein britischer Bogenschütze. 1908 nahm er an den Olympischen Sommerspielen in London teil.